# 赫里齊夫
49°58′24″N 27°13′40″E / 49.97333°N 27.22778°E

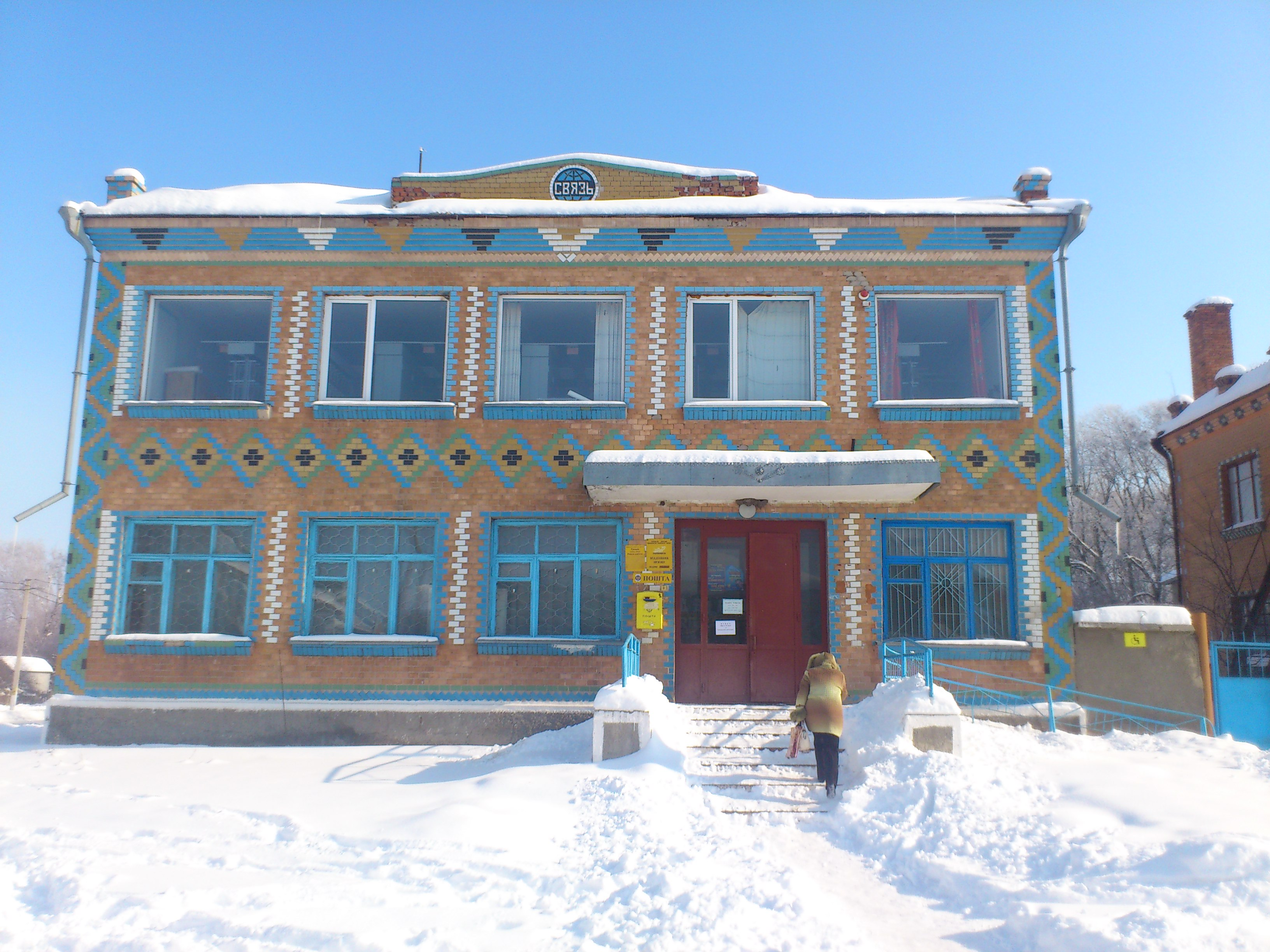
邮局

赫里齊夫（羅馬化：Hrytsiv），又按俄语名译为格里采夫，是烏克蘭西部赫梅利尼茨基州舍佩蒂夫卡區赫里齐夫市镇内的鎮及其行政中心。處於霍莫拉河畔，始建於1230年，面積4.0平方公里，2024年人口3,200，人口密度每平方公里887.75人。